# Ston

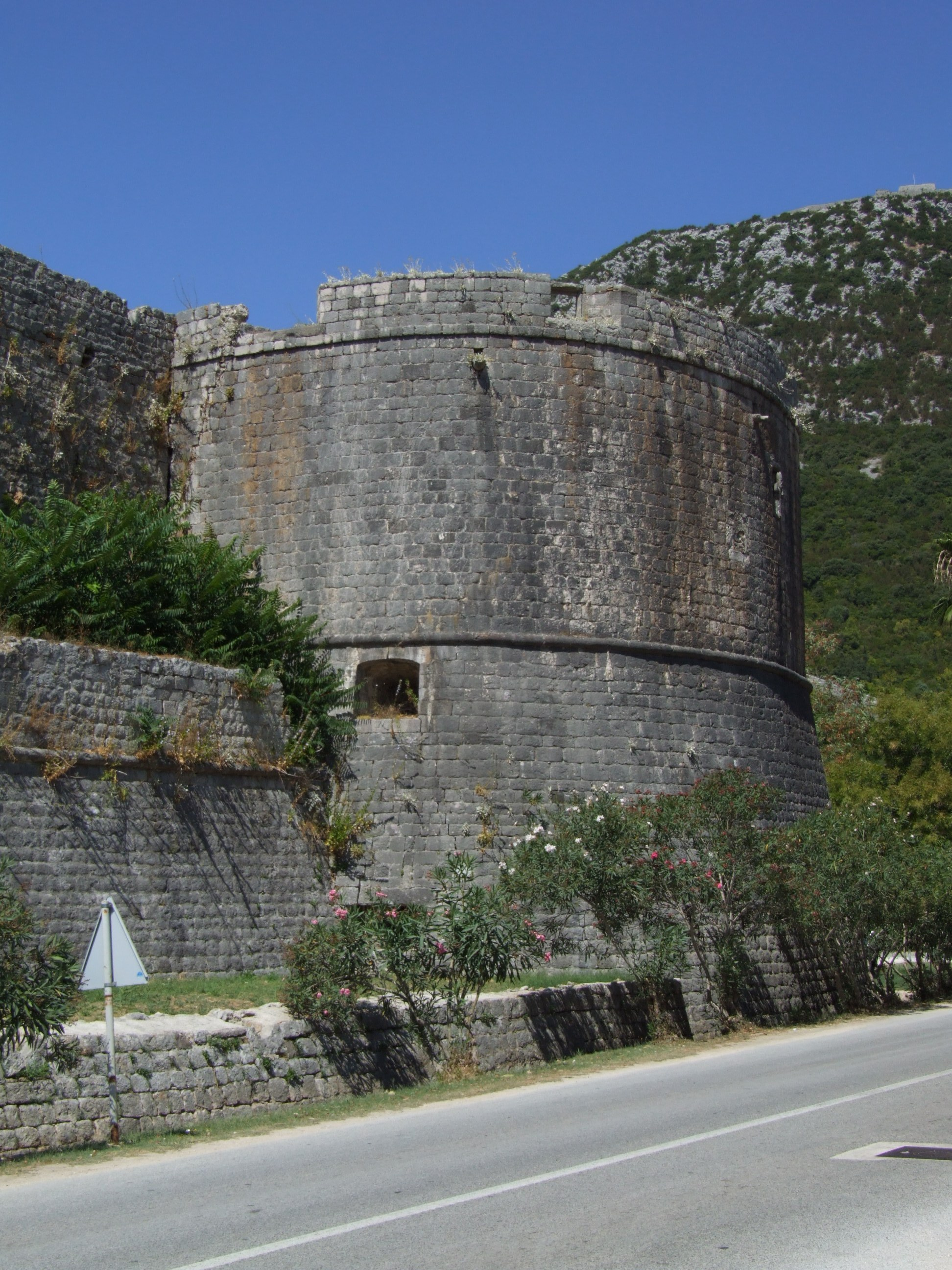
Pevnost Kaštio

Ston (italsky Stagno) je opčina v jižní Dalmácii, v Chorvatsku. Rozkládá se na jižní části úžiny Pelješackého poloostrova.

## Historie
Poprvé se zde připomíná sídlo biskupství v roce 877. Ve starověku osídlili území okolí dnešního města Řekové a Ilyrové. Stála zde osada, kterou postavili Římané.
V roce 1252 Ston poškodilo zemětřesení.
Ston je staré pevnostní město Dubrovnické republiky, ta si toto území zajistila na počátku 14. století koupí od bosenských a srbských vládců, kteří jej drželi po několik desítek let dříve. Dubrovnický senát tu pak v průběhu 14. a 15. století nechal zbudovat mohutné opevnění. Nejprve se nicméně rozmýšlel, jestli město nebude spíš, spolu s celým poloostrovem Pelješac, odděleno kanálem. Nakonec bylo rozhodnuto postavit hradby. Základem Stonu se staly tři pevnosti – Veliki kaštio, Podzvizd a Koruna, propojené 5,5 km hradeb se čtyřiceti věžemi a sedmi pevnůstkami.
Zároveň s vybudováním systému opevnění bylo nově vybudováno i město. Tvořilo ho patnáct bloků po deseti domech oddělených šest metrů širokými hlavními ulicemi a dva metry širokými vedlejšími, kolmými. Jednalo se o největší urbanistický projekt své doby. V následujících stoletích město ztratilo na významu. V roce 1667 jej poničilo zemětřesení. Postupem času byly poškozeny i mohutné hradby.
V 19. století byly v souvislosti s modernizací městečka a odstraněním vodních příkopů strženy hradby okolo města. Hradby pevnosti byly poničeny v 19. století, částečně se zřítily nedlouho před návštěvou císaře Františka Josefa I. Zbylý kámen byl využit místními pro stavbu nových budov. Historické objekty ve Stonu byly opravovány po roce 1945, škody jim ale způsobila jak válka v 90. letech, tak i zemětřesení v roce 1996.

## Saliny
Místní saliny byly až do 18. století hlavním zdrojem příjmů Dubrovnické republiky. Zisky z prodeje soli představovaly dvě třetiny jejích příjmů. Podle archeologických průzkumů se v této oblasti sůl těžila již v 1. tisíciletí před naším letopočtem. Sůl zde poté těžili po nějakou dobu i Osmanští Turci.

## Ústřice
Vody v Malostonském zálivu se vyznačují čistotou a zdravím. Důkazem jsou ústřičné farmy, v podstatě se jedná o zavěšená lana spuštěná na nejpříhodnějších místech do té správné hloubky, tak cca max. 9 metrů, na lanech v pravidelných rozestupech jsou přichyceny ústřice. Do optimální délky rostou dva až tři roky. Pěstují se zde ústřice jedlé, jedná se o původní druh ústřic v evropských mořích. Ročně je jich vyloveno cca 2 miliony kusů.

## Externí odkazy

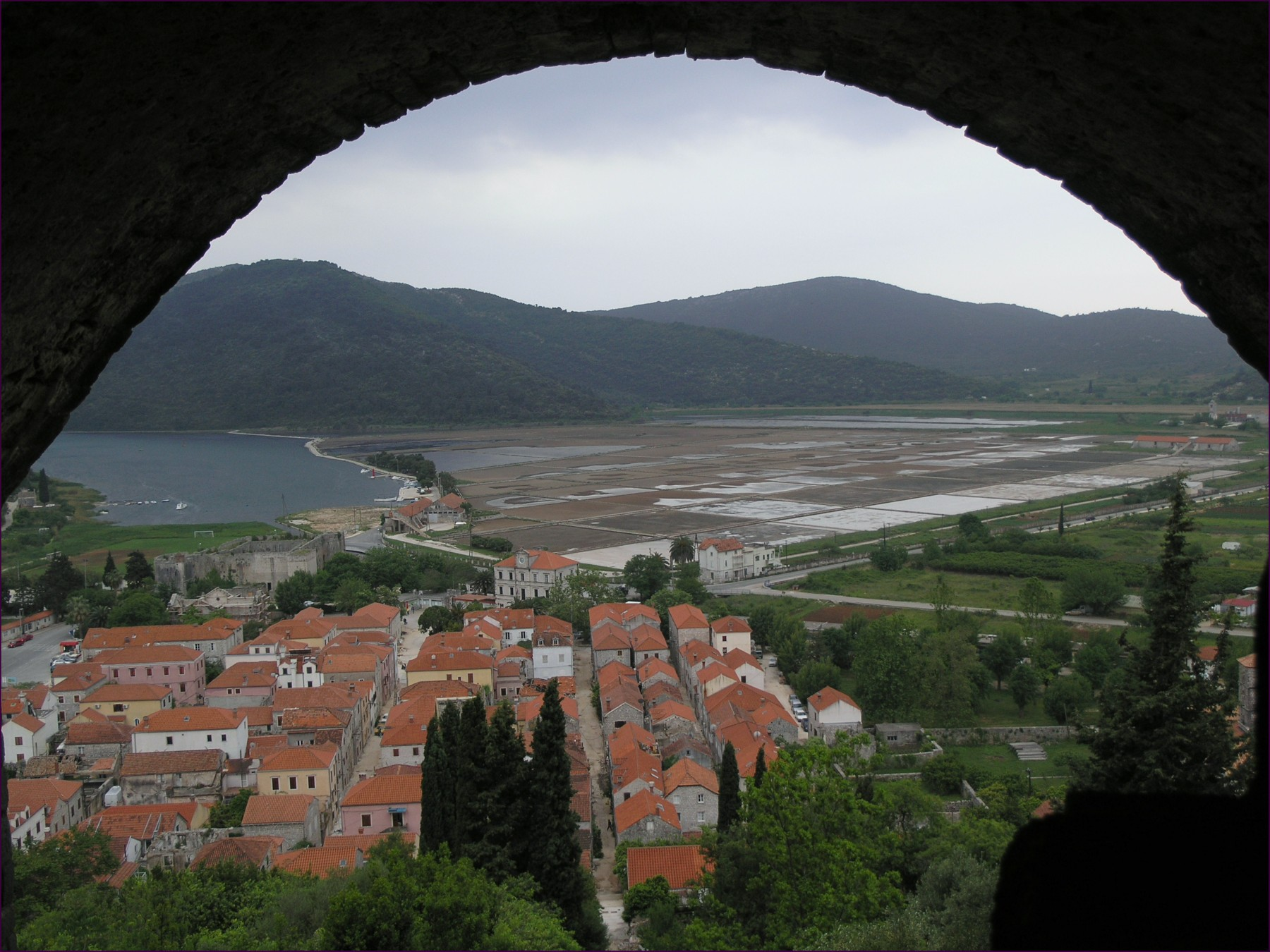
Pohled na město a saliny